# Tre pezzi per quartetto d'archi
I Tre pezzi per quartetto d'archi sono una composizione di Igor' Fëdorovič Stravinskij scritta nel 1914.

## Storia
Dopo La sagra della primavera Stravinskij, per parecchio tempo, abbandonò la scrittura per orchestra e si dedicò alla musica da camera o a composizioni per strumenti solisti; l'interesse del compositore si spostò quindi dai grandi aggregati timbrici strumentali alla riscoperta e all'utilizzo dei timbri dei singoli strumenti, quasi volesse analizzare le potenzialità degli elementi dell'orchestra nelle loro caratteristiche fondamentali.
Dopo l'esperienza parigina del Sacre, Stravinskij si stabilì con la famiglia a Salvan nel Canton Vallese e qui, dopo un breve soggiorno a Londra per una rappresentazione de Le rossignol, compose tra aprile e luglio del 1914 i Tre pezzi per quartetto d'archi mentre già stava pensando a una cantata per celebrare le nozze contadine, primo abbozzo de Les Noces. Finì la composizione il 26 luglio, poco prima di partire per Ustyluh e Kiev. I tre brani rimasero inizialmente senza titolo o annotazione se non l'indicazione del metronomo. Solo quando nel 1928 il musicista ne fece una trascrizione per orchestra li denominerà Danse, Eccentrique e Cantique; a questi venne aggiunto un quarto pezzo, Madrid, originariamente scritto per pianola e i quattro brani presero il titolo di Quattro studi per orchestra. La prima esecuzione dei Tre pezzi avvenne il 13 Maggio 1915 alla Salle des Agriculteurs a Parigi con esecutori Yvonne Astruc, Darius Milhaud, Jurgenes e Felix Delgrange; l'esecuzione fu ripresa l'8 novembre 1915 a Chicago con il Flonzaley Quartet.

## Analisi
I Tre pezzi per quartetto d'archi sono poco conosciuti e poco eseguiti, tuttavia costituiscono un momento fondamentale nella fase compositiva del musicista. In essi Stravinskij evita volutamente qualsiasi riferimento a modelli antecedenti, tanto è vero che non usa il termine Quartetto, ma "pezzi". Fin dal XVIII secolo il quartetto era strettamente legato alla forma-sonata, modello che il compositore qui stravolge completamente allontanandosi dall'elaborazione tematica ed eliminando qualsiasi forma di dialogo e fusione timbrica fra i quattro strumenti; egli crea così delle composizioni che, con le sue sovrapposizioni politonali e la completa assenza di sviluppo, sono l'esatto contrario della struttura classica del quartetto.
I Tre pezzi sono di difficile esecuzione non solo da un punto di vista strettamente musicale, ma anche da quello dell'esecuzione pratica. Per accentuare il carattere timbrico delle parti, Stravinskij arrivò a indicare diversi modi di attacco della corda e riuscì così a sfaldare la normale omogeneità del suono degli archi. Sulla partitura, oltre alle consuete annotazioni, si va dall'indicare al primo violino di sfregare continuamente l'archetto sulle corde con tutta la lunghezza o di suonare solo sul ponticello o di fare rimbalzare l'archetto sulle corde o addirittura di tenere il violino in posizione verticale, come un violoncello, per poter eseguire un pizzicato simile a un arpeggio rovesciato. Con tutte queste differenziazioni nel produrre il suono ogni strumento è a sé stante e non si realizza alcuna fusione timbrica; tutte queste parti musicali scollegate hanno però un elemento che fa da catalizzatore, il grande dinamismo ritmico che crea un movimento che, con continui spostamenti di accenti, riesce ad "assicurare la saldatura di queste singolari strutture a mosaico e a porsi ad agente connettivo delle varie dimensioni del complessivo spazio sonoro entro il quale il brano s'iscrive".
Nel primo dei tre brani, Danza, il primo violino esegue un motivo basato su sole quattro note, ripetendole; il secondo violino appoggia la viola che, per tutto il pezzo, suona una sola nota, un re, prima tenuta con l'arco sul ponticello, poi pizzicata; il violoncello, ripetendo sempre le stesse note, è usato quasi come fosse un elemento percussivo.
Il secondo pezzo, Stravagante, presenta dei tratti quasi espressionisti nella sua assoluta incomunicabilità fra gli elementi del quartetto; non risente però, come si potrebbe pensare, dell'influenza di Webern poiché all'epoca Stravinskij non conosceva né il musicista né le sue opere. Piuttosto nei suoi movimenti a scatti e sussultanti è stato influenzato, a detta dello stesso Stravinskij, dall'esibizione dell'attore comico Little Tich che egli aveva visto a Londra nell'estate di quell'anno.
Il terzo brano, Cantico, è in contrasto con i due precedenti; Stravinskij qui crea una fascia di suoni omogenei eseguiti pianissimo in modo severo ed il pezzo assume i modi di un Corale riprendendo le prime note del Dies irae del canto liturgico gregoriano.